# Gethosyne aequivocalis
Gethosyne aequivocalis là một loài bướm đêm thuộc họ Crambidae. Chúng là loài duy nhất trong chi đơn loài Gethosyne, được tìm thấy ở vùng Meghalaya (Ấn Độ).